# Regiões administrativas do Distrito Federal (Brasil)
As regiões administrativas do Distrito Federal são uma divisão administrativa do Distrito Federal brasileiro.

## Características gerais
O Distrito Federal e os Territórios, conforme à então Constituição brasileira de 1946 vigente à época da fundação do atual Distrito Federal em 1960, tinham sua organização administrativa e a judiciária reguladas por lei federal. O atual Distrito Federal teve sua organização administrativa através da Lei 3 751/1960.
O Distrito Federal foi dividido em regiões administrativas através da Lei 4 545/1964. Anteriormente a essa lei, as regiões administrativas não estavam definidas, mas as sedes das mesmas já existiam e eram chamadas de cidades-satélites, exceto Brasília, por ser o principal núcleo urbano da região.
As regiões administrativas são subdivisões territoriais do Distrito Federal, cujos limites físicos, estabelecidos pelo poder público, definem a jurisdição da ação governamental para fins de descentralização e coordenação dos serviços públicos de natureza local.
Os seus limites físico-administrativos se subdividem em zonas urbanas e rurais em seguida discriminadas, conforme o macrozoneamento do Distrito Federal.
ZONA URBANA: de Dinamização, de Consolidação, de Uso Controlado.
ZONA RURAL: de Dinamização, de Uso Diversificado, de Uso Controlado.
A grosso modo, a região administrativa seria o conjunto das áreas urbanas e rurais pertencentes ao controle de um núcleo urbano (sede da região administrativa).
A cada região administrativa corresponde uma administração regional à qual cabe representar o governo do Distrito Federal e promover a coordenação dos serviços públicos locais.
Cada administração regional é comandada por um administrador regional, que é indicado pelo governador do Distrito Federal.
O Distrito Federal é vedada sua divisão em municípios, conforme à atual Constituição brasileira de 1988.
O Distrito Federal é dividido em regiões administrativas, conforme à atual Lei orgânica distritense de 1993.

## Propostas para criação de novas regiões administrativas

Mapa atualizado das Regiões Administrativas do Distrito Federal.

### Propostas atuais
Desde 2017 estão em negociações a construção de uma cidade no Setor Habitacional Taquari através do Projeto Nova Saída Norte, que inclui a venda de todo o setor para a administração privada, em troca da construção de uma nova ponte para desafogar a Ponte do Bragueto.
Em 2019 o Conselho de Planejamento Territorial e Urbano aprovou a construção de uma nova cidade em Sobradinho. Chamada de Urbitá, terá capacidade para abrigar 118 mil moradores.

### Propostas rejeitadas
Em 1970 seria criada uma nova região administrativa chamada Interlagos. A cidade seria construída entre o Lago Paranoá e o Lago São Bartolomeu, a ser construído. Como o projeto de construção do Lago São Bartolomeu foi descartado de vez em 2000, o projeto de criação de Interlagos foi arquivado.

## Lista de regiões administrativas
Esta é uma lista das 35 regiões administrativas do Distrito Federal brasileiro por ordem numérica:
| Número | Região administrativa   | Fundação                          | Legalização            |
| ------ | ----------------------- | --------------------------------- | ---------------------- |
| I      | Plano Piloto            | 21 de abril de 1960 (64 anos)     | 10 de dezembro de 1964 |
| II     | Gama                    | 12 de outubro de 1960 (64 anos)   | 10 de dezembro de 1964 |
| III    | Taguatinga              | 5 de junho de 1958 (66 anos)      | 10 de dezembro de 1964 |
| IV     | Brazlândia              | 5 de junho de 1933 (91 anos)      | 10 de dezembro de 1964 |
| V      | Sobradinho              | 13 de maio de 1960 (64 anos)      | 10 de dezembro de 1964 |
| VI     | Planaltina              | 19 de agosto de 1859 (165 anos)   | 10 de dezembro de 1964 |
| VII    | Paranoá                 | 25 de outubro de 1957 (67 anos)   | 10 de dezembro de 1964 |
| VIII   | Núcleo Bandeirante      | 19 de dezembro de 1956 (68 anos)  | 10 de dezembro de 1964 |
| IX     | Ceilândia               | 27 de março de 1971 (53 anos)     | 25 de outubro de 1989  |
| X      | Guará                   | 5 de maio de 1969 (55 anos)       | 25 de outubro de 1989  |
| XI     | Cruzeiro                | 30 de novembro de 1959 (65 anos)  | 25 de outubro de 1989  |
| XII    | Samambaia               | 25 de outubro de 1989 (35 anos)   | 25 de outubro de 1989  |
| XIII   | Santa Maria             | 10 de fevereiro de 1991 (34 anos) | 4 de novembro de 1992  |
| XIV    | São Sebastião           | 25 de junho de 1993 (31 anos)     | 25 de junho de 1993    |
| XV     | Recanto das Emas        | 28 de julho de 1993 (31 anos)     | 28 de julho de 1993    |
| XVI    | Lago Sul                | 30 de agosto de 1960 (64 anos)    | 10 de janeiro de 1994  |
| XVII   | Riacho Fundo            | 13 de março de 1990 (35 anos)     | 15 de dezembro de 1993 |
| XVIII  | Lago Norte              | 10 de janeiro de 1960 (65 anos)   | 10 de janeiro de 1994  |
| XIX    | Candangolândia          | 3 de novembro de 1956 (68 anos)   | 27 de janeiro de 1994  |
| XX     | Águas Claras            | 16 de dezembro de 1992 (32 anos)  | 6 de maio de 2003      |
| XXI    | Riacho Fundo II         | 6 de maio de 1995 (29 anos)       | 6 de maio de 2003      |
| XXII   | Sudoeste/Octogonal      | 10 de julho de 1989 (35 anos)     | 6 de maio de 2003      |
| XXIII  | Varjão                  | 19 de abril de 1991 (33 anos)     | 6 de maio de 2003      |
| XXIV   | Park Way                | 13 de março de 1961 (64 anos)     | 29 de dezembro de 2003 |
| XXV    | SCIA                    | 25 de outubro de 1989 (35 anos)   | 27 de janeiro de 2004  |
| XXVI   | Sobradinho II           | 11 de outubro de 1991 (33 anos)   | 27 de janeiro de 2004  |
| XXVII  | Jardim Botânico         | 13 de dezembro de 1999 (25 anos)  | 31 de agosto de 2004   |
| XXVIII | Itapoã                  | 3 de janeiro de 2005 (20 anos)    | 3 de janeiro de 2005   |
| XXIX   | SIA                     | 21 de abril de 1969 (55 anos)     | 14 de julho de 2005    |
| XXX    | Vicente Pires           | 26 de maio de 1989 (35 anos)      | 26 de maio de 2009     |
| XXXI   | Fercal                  | 11 de setembro de 1956 (68 anos)  | 29 de janeiro de 2012  |
| XXXII  | Sol Nascente/Pôr do Sol | 14 de agosto de 1999 (25 anos)    | 14 de agosto de 2019   |
| XXXIII | Arniqueira              | 30 de setembro de 1999 (25 anos)  | 30 de setembro de 2019 |
| XXXIV  | Arapoanga               | 21 de dezembro de 1992 (32 anos)  | 21 de dezembro de 2022 |
| XXXV   | Água Quente             | 21 de dezembro de 1992 (32 anos)  | 21 de dezembro de 2022 |